# Polo aquático nos Jogos Pan-Americanos de 1955
As competições de polo aquático nos Jogos Pan-Americanos de 1955 foram realizadas na Cidade do México, México. O torneio foi disputado apenas entre homens. Esta foi a segunda edição do esporte nos Jogos Pan-Americanos.
| Evento                  | Ouro          | Prata              | Bronze |
| ----------------------- | ------------- | ------------------ | --- |
| Polo aquático masculino | ARG Argentina | USA Estados Unidos | BRA Brasil Adhemar Grijó Filho Amaury Fonseca Denir Ribeiro Edson Perri Eduardo Alijó Everaldo Cruz Hilton de Almeida Márvio dos Santos Roberto de Araújo Rodney Bell Rolf Kestener |

1. ↑  «Brazilian medalists at 1955 Pan». Folha de S.Paulo. 2007. Consultado em 5 de julho de 2013

- Pan American Games water polo medalists on HickokSports